# Landschaftsschutzgebiet Biotopkomplex Bieberg/Pattwiese
Das Landschaftsschutzgebiet Biotopkomplex Bieberg/Pattwiese mit 23 ha Flächengröße liegt am östlichen Rand von Lemgo. Es wurde 2009 mit dem Landschaftsplan Lemgo durch den Kreistag des Kreises Lippe als Landschaftsschutzgebiet (LSG) ausgewiesen. Die Bebauung von Lemgo grenzt teils direkt an. Im Norden grenzt teils die Bundesstraße 66 an.

## Beschreibung
Das LSG umfasst einen naturnahen Biotopkomplex bestehend aus Obstwiesen, Hecken, Feldgehölzen, Grünland und Wald. Im Westteil des LSG liegt die Bergkuppe des Biebergs. Hier liegt eine alte Streuobstwiese und eine von Hecken eingefasste extensiv genutzte Weide mit Relikte eines Kalkmagerrasens. Hier befinden sich auch Gebüschbereiche mit Schlehe und Weißdorn. In einem ehemaligen Steinbruch für Steinmergelkeuper am Bieberg hat sich ein großes Feldgehölz. Teils hat das Feldgehölz zu Stieleichen-Hainbuchenwald mit viel Efeu entwickelt. Die höchste noch erhaltene Nordost-Steinbruchwand ist acht bis zehn Meter hoch. Die anderen Steinbruchwände sind stark überwachsen. Am Fuß der Steinbruchwände befinden sich Hangschutt-Halden. Die südexponierten Hänge des Bieberges werden als Grünland genutzt. Zwischen Bieberg und Pattwiese sind naturnahe, extensiv genutzte große Gartengrundstücke in das Schutzgebiet einbezogen. Im großen Waldbereich im Mittelbereich des Schutzgebietes liegt ein Teich. Im Bereich der Pattwiese fließen der Sugehohlbach und ein ebenfalls von Norden kommendes namenloses Gewässer zusammen. In dieser Im östlichen Bereich befindet sich auch eine Feuchtwiese. Die Pattwiese selbst wird als einziger Bereich ackerbaulich genutzt.

## Schutzzwecke für das LSG
Laut Landschaftsplan erfolgte die Ausweisung des LSG
- „zur Erhaltung und Wiederherstellung der Leistungsfähigkeit des Naturhaushaltes in ökologisch besonders wertvoll strukturierten Bereichen mit Wasser-, Klima- und Biotopschutzfunktionen,“
- „zur Erhaltung und Wiederherstellung von Quellbereichen und naturnahen Fließgewässern, Wald- und Grünlandbereichen unterschiedlicher Feuchtestufen, Feldgehölzen, Hecken und Obstwiesen,“
- „zur Erhaltung morphologisch ausgeprägter Bereiche zur Sicherung der landschaftlichen Eigenart und Vielfalt für die Erholung,“
- „zur Erhaltung wertvoller Biotopkomplexe aus Wald-Grünlandbereichen, Fließgewässern und Quellen sowie Biotopen nach § 62 LG mit wichtigen Refugial-, Puffer-, Trittstein- und Vernetzungsfunktionen,“
- „zur Erhaltung und Wiederherstellung wichtiger Rückzugsräume für die bedrohte Tier- und Pflanzenwelt,“
- „zur Sicherung der das Orts- und Landschaftsbild gliedernden und belebenden und die dörflichen Siedlungsstrukturen prägenden Freiraumelemente.“[1]

## Rechtliche Vorschriften
Im Landschaftsschutzgebiet ist unter anderem das Errichten von Bauten und Fischteichen verboten. Grün- und Brachland darf nicht in eine andere Nutzungsart umgewandelt oder umgebrochen werden.